# Glacier Cauchy
Le glacier Cauchy est un glacier secondaire – rattaché au glacier Cook – des îles Kerguelen dans les Terres australes et antarctiques françaises. Il est situé à l'ouest de la Grande Terre.

## Toponymie
Le nom du glacier a été donné en 1961 par le glaciologue Albert Bauer afin de rendre hommage au mathématicien français, le baron Augustin Cauchy.

## Géographie
Le glacier Cauchy est un glacier émissaire situé à l'ouest du glacier Cook et accolé au glacier Mariotte juste au sud dont il se distingue peu. Long d'environ 2 km, exposé à l'ouest, son épanchement alimente historiquement le lac du Val Mort, mais son recul a créé un premier lac proglaciaire (non nommé) avec un émissaire intermédiaire.